# Higher Place
«Higher Place» es una canción realizada por el dúo belga Dimitri Vegas & Like Mike con la colaboración del cantante estadounidense de R&B Ne-Yo. También cuenta con las voces adicionales del propio Like Mike en el estribillo, siendo su primera intervención como vocalista. Se lanzó el 6 de julio de 2015 a través de la discográfica de Dimitri Vegas & Like Mike, Smash the House. Lograron su segundo número uno en la lista de sencillos de la Región Flamenca de Bélgica obteniendo la certificación de oro. Además se convirtió en el primer número uno del dúo en los Estados Unidos, donde encabezó la lista del Billboard Dance Club Songs en enero de 2016. Esta canción fue la pista más shazameada en el festival Tomorrowland 2015.

## Vídeo musical
En el vídeo muestra a un grupo de amigos viajando a través del desierto. Se pueden ver escenas de Like Mike y Ne-Yo cantando mientras Dimitri Vegas se lo ve trabajando en una antigua estación de servicio y parece tener poderes sobrenaturares

## Lista de canciones
| Descarga digital – Sencillo |                                    |          |  |
| N.º                         | Título                             | Duración |  |
| 1.                          | «Higher Place» (Radio Edit)        | 2:54     |  |
| 2.                          | «Higher Place» (Bassjackers Remix) | 4:48     |  |

| Descarga digital – EP |                                               |          |  |
| N.º                   | Título                                        | Duración |  |
| 1.                    | «Higher Place» (Extended Mix)                 | 4:24     |  |
| 2.                    | «Higher Place» (Regi & Wolfpack Extended Mix) | 4:12     |  |
| 3.                    | «Higher Place» (Filterheadz Remix)            | 6:39     |  |
| 4.                    | «Higher Place» (Angemi Extended Mix)          | 5:04     |  |

| Descarga digital (Remixes) |                                                     |          |  |
| N.º                        | Título                                              | Duración |  |
| 1.                         | «Higher Place» (Brennan Heart & Toneshifterz Remix) | 5:36     |  |
| 2.                         | «Higher Place» (DJ Fresh Remix)                     | 5:41     |  |
| 3.                         | «Higher Place» (Billon Remix)                       | 5:38     |  |
| 4.                         | «Higher Place» (Dante Klein Remix)                  | 5:13     |  |
| 5.                         | «Higher Place» (Tujamo Remix)                       | 4:35     |  |
| 6.                         | «Higher Place» (Andrew Rayel Remix)                 | 4:56     |  |
| 7.                         | «Higher Place» (Vintage Culture, Lazy Bear Remix)   | 6:15     |  |

| Descarga digital (The Remixes, Pt. 2) |                                          |          |  |
| N.º                                   | Título                                   | Duración |  |
| 1.                                    | «Higher Place» (Gestört aber GeiL Remix) | 4:35     |  |
| 2.                                    | «Higher Place» (Afrojack Remix)          | 3:15     |  |
| 3.                                    | «Higher Place» (SPYZR Remix)             | 4:15     |  |
| 4.                                    | «Higher Place» (Marcus Schössow Remix)   | 6:16     |  |

## Posicionamiento en listas y certificaciones
| Lista (2015-16)                         | Mejor posición |
| --------------------------------------- | -------------- |
| Bélgica (Flandes) (Ultratop 50)         | 1              |
| Bélgica (Valonia) (Ultratop 50)         | 22             |
| Escocia (Scottish Singles Chart)        | 48             |
| Estados Unidos (Hot Dance Club Songs)   | 1              |
| Estados Unidos (Dance/Electronic Songs) | 18             |
| Francia (SNEP)                          | 131            |
| Israel (Media Forest)                   | 2              |
| Japón (Japan Hot 100)                   | 15             |
| Nueva Zelanda (Recorded Music NZ)       | 41             |

| País    | Lista (2015)      | Posición |
| ------- | ----------------- | -------- |
| Bélgica | Ultratop flamenca | 10       |

### Certificaciones
| País    | Organismo certificador | Certificación | Ventas | Ref.   |
| ------- | ---------------------- | ------------- | ------ | ------ |
| Bélgica | BEA                    | Platino       | 30 000 | [ 17 ] |

### Sucesión en listas
| Anterior: «Reality» de Lost Frequencies con Janieck Devy | Ultratop 50 flamenca — Sencillo número uno 18 de julio de 2015 — 24 de julio de 2015 1 de agosto de 2015 — 21 de agosto de 2015 29 de agosto de 2015 — 25 de septiembre de 2015 | Siguiente: «Reality» de Lost Frequencies con Janieck Devy «Catch & Release» de Matt Simons |
| Anterior: «Sorry» de Justin Bieber                       | Billboard Dance Club Songs — Sencillo número uno 16 de enero de 2016 — 22 de enero de 2016                                                                                      | Siguiente: «Til It Happens to You» de Lady Gaga                                            |